# Sandwich italien au bœuf
Le sandwich italien au bœuf, plus connu sous son nom original en anglais Italian Beef Sandwich ou Italian Beef, est une spécialité gastronomique américaine emblématique de la ville de Chicago, dans l'État de l'Illinois.

## Présentation
Le nom « sandwich italien », ou Italian sandwich en anglais, est un terme générique, dans certaines régions des États-Unis, utilisé pour désigner les sandwichs de type submarine, soit un sandwich dont le pain est français ou italien. Ce sandwich se compose donc d'un pain de type baguette richement garni de fines tranches de rosbif juteuses et assaisonnées. Le pain peut avoir été préalablement trempé dans la sauce de la viande. Le tout est recouvert de petits poivrons sautés dans sa version douce, ou de garniture épicée de type giardiniera dans sa version plus forte.
On trouve ce type de sandwich principalement dans la région de Chicago mais aussi et surtout dans les nombreux restaurants de la ville de Chicago. Cependant, certains restaurants servant les spécialités régionales typiques de Chicago se sont implantés dans le reste des États-Unis. Ce sandwich est proposé dans la plupart des points de restauration à emporter de la ville. Le restaurant Al's Beef, créateur du sandwich dans les années 1930, est considéré comme l'une des références pour déguster ce sandwich.